# Ulica Skibówki w Zakopanem
Ulica Skibówki – jedna z najważniejszych ulic Zakopanego. Stanowi wraz z Kościeliską i Krzeptówkami drogę wyjazdową na zachód. Fragment Skibówek od Kościeliskiej do Krzeptówek częścią drogi wojewódzkiej nr 958. Ulicę otacza ludowa zabudowa góralska. Przy ulicy znajdują się dwa przystanki autobusowe: Skibówki I i Skibówki II.